# Eliane Rodrigues

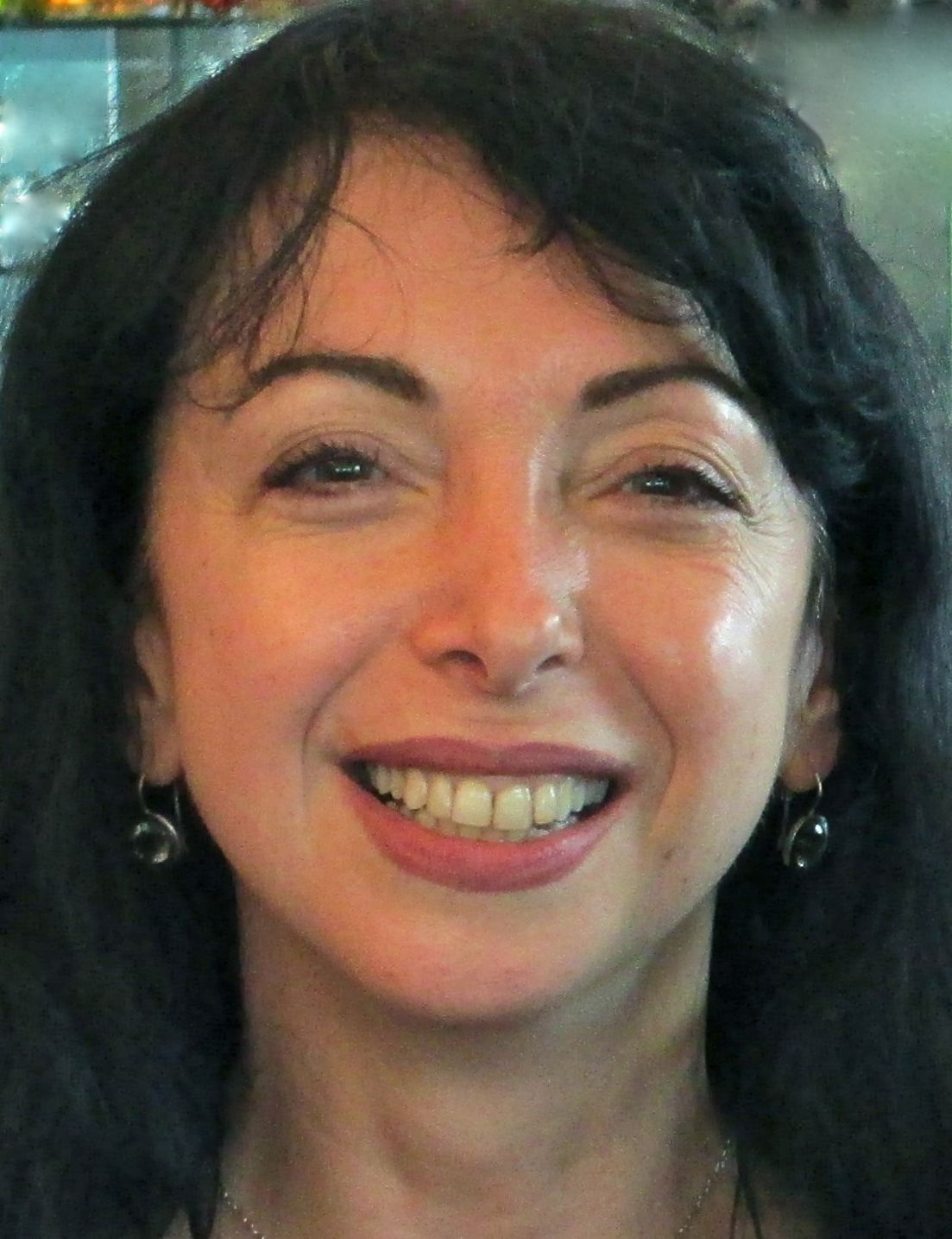
Eliane Rodrigues

Eliane Rodrigues (Rio de Janeiro, 7 oktober 1959) is een pianiste van Braziliaanse afkomst, wonend in Vlaanderen.

## Carrière
Rodrigues kreeg haar opleiding bij Herbert Slegers, Alexander Dmitriev, Edward Serov, Dmitri Liss en Juozas Domarkas (praktijk). Bij prima ballerina Gloria Rodrigues-da Silva studeerde ze choreografie en bewegingsleer.
Als zesjarige had ze met het Orquestra Sinfônica Brasileira haar eerste televisie-optreden als soliste in het Pianoconcert in D-majeur van Haydn. Een jaar later speelde ze met hetzelfde orkest het concert KV 488 in A-majeur van Mozart. 
In 1977 won ze in de Van Cliburn International Piano Competition een speciale prijs. In 1983 werd ze vijfde laureaat van de Koningin Elisabethwedstrijd in Brussel en kreeg daardoor internationale erkenning. Ze trad een paar jaar later op in het Concertgebouw in Amsterdam, het Gewandhaus in Leipzig, Carnegie Hall in New York, het Mozarteum in Salzburg en in andere gevestigde concertzalen in Parijs, Hamburg, München en Marseille.
Eliane Rodrigues componeert ook, al vanaf haar kindertijd. Zij componeerde een bijna één uur durend concert voor piano en orkest, getiteld Rio de Janeiro, dat op 9 augustus 2000 in wereldpremière ging.
Op 23 juni 2013 ontving ze uit handen van Ludwig Van Mechelen het Gouden Label Carrière van Klassiek Centraal .
Eliane Rodrigues is docente piano aan het Koninklijk Conservatorium Antwerpen. Zij is moeder van drie kinderen.